# 724 до н. е.

## Події
Ассирійці ув'язнили царя Ізраїлю Осію та обложили столицю його царства — Самарію.